# Episodi di Inuyasha (prima stagione)

Kagome incontra Inuyasha sigillato all'albero del tempo

La prima stagione dell'anime Inuyasha (犬夜叉?, InuYasha) comprende gli episodi dall'uno al ventisei, per un totale di 26 episodi. La regia generale è a cura di Masashi Ikeda e sono prodotti da Yomiuri TV e Sunrise. Gli episodi sono adattati dal manga omonimo di Rumiko Takahashi, e più precisamente agli eventi narrati nei primi 94 capitoli dei primi 10 volumi. La trama racconta le vicende di Inuyasha, un mezzo-demone sigillato nell'era Sengoku, e di Kagome Higurashi una ragazza dell'epoca moderna che si ritrova a viaggiare nell'era feudale grazie al potere del gioiello mistico chiamato Sfera dei Quattro Spiriti. Al viaggio si uniranno diversi compagni, il demone volpe Shippo, il monaco Miroku e la sterminatrice di demoni Sango. A questi si aggiungono personaggi di contorno come la vecchia Kaede, la sacerdotessa Kikyo, il fratellastro di Inuyasha Sesshomaru e infine l'antagonista principale Naraku. In questa stagione è presente uno speciale di puntata doppia, precisamente gli episodi 21-22 che tuttavia in Europa furono suddivisi come due episodi distinti.
È andata in onda in Giappone dal 16 ottobre 2000 al 14 maggio 2001 su Yomiuri TV, mentre l'edizione italiana è stata trasmessa su MTV dal 6 novembre 2001 al 30 aprile 2002.

## Lista episodi
| Nº | Titolo italiano Giapponese 「Kanji」 - Rōmaji | In onda          | In onda          |
| Nº | Titolo italiano Giapponese 「Kanji」 - Rōmaji | Giapponese       | Italiano         |
| 1  | La ragazza e il demone 「時代を越えた少女と封印された少年」 - Jidai o koeta shōjo to fūinsareta shōnen | 16 ottobre 2000  | 6 novembre 2001  |
| 1  | In un punto imprecisato dell'epoca Sengoku il mezzo-demone Inuyasha tenta di entrare in possesso di un gioiello mistico; la Sfera dei Quattro Spiriti. La sacerdotessa Kikyo lo sigilla a un albero in un sonno eterno e perde la vita subito dopo a causa di una ferita mortale; in punto di morte chiede alla sorellina Kaede di bruciare la sfera con le sue spoglie mortali per farla scomparire, poiché essa è portatrice solo di atrocità. Nell'era moderna Kagome Higurashi, quindicenne delle scuole medie, viene trascinata nel pozzo sigillato del suo tempio shintoista da un demone millepiedi catapultandola nell'era feudale, dove incontra Kaede invecchiata di 50 anni. Poco dopo Kagome è costretta a liberare Inuyasha dal sigillo per salvarsi la vita; il mezzo-demone uccide subito il millepiedi Joro. |                  |                  |
| 2  | I predatori della sfera 「四魂の玉を狙う者たち」 - Shikon no tama o nerau monotachi | 23 ottobre 2000  | 13 novembre 2001 |
| 2  | Inuyasha, libero, mira di nuovo a impossessarsi della Sfera, ora nelle mani di Kagome; il mezzo-demone la attacca, ma Kaede gli impone un rosario della soggiogazione, così ogni volta che Kagome dice la parola "A cuccia!" (Osuwari! in originale) lui viene atterrato di forza con il muso sul pavimento. Kaede spiega alla ragazza che lei è la reincarnazione di Kikyo e che quindi ora ha il compito di custodire la sfera. Alcuni briganti rapiscono Kagome per ottenere il gioiello; in realtà il loro capo è controllato da un demone corvo (Shibugarasu). Dopo l'intervento di Inuyasha il corvo scappa con la sfera utilizzando il potere rigenerativo, così Kagome, avendo una scarsa mira con l'arco, scocca una freccia sacra con attaccato una zampa del demone che raggiunge la sfera proprio attirata dal potere rigenerativo di essa, mandandola però in decine e decine di pezzi che si sparpagliano per tutto il paese. |                  |                  |
| 3  | La via del ritorno attraverso il pozzo 「骨喰いの井戸からただいまっ！」 - Honekui no ido kara tadaima! | 30 ottobre 2000  | 20 novembre 2001 |
| 3  | Con la sfera in frantumi ora Inuyasha e Kagome devono unire le loro forze per radunare tutti i frammenti, in quanto anche solo un pezzo può dare grandi poteri a umani e demoni malvagi. I due ragazzi però non vanno per nulla d'accordo, allora Kagome decide di tornare a casa. Nel frattempo gli abitanti del villaggio di Kaede vengono controllati dai capelli del demone Yura, che ha già preso possesso del primo frammento trovato da Kagome. |                  |                  |
| 4  | Yura, il demone dei capelli 「逆髪の妖魔 結羅」 - Sakasagami no yōma Yūra | 6 novembre 2000  | 27 novembre 2001 |
| 4  | Kagome è finalmente tornata a casa e può riabbracciare i suoi e gongolarsi con le comodità della sua era. Inuyasha va a riprendere Kagome a casa per riportarla indietro. Intanto i capelli di Yura hanno seguito Inuyasha. I due tornano indietro nell'epoca Sengoku e affrontano il demone unendo le loro forze. |                  |                  |
| 5  | Sesshomaru, il glaciale principe dei demoni 「戦慄の貴公子 殺生丸」 - Senritsu no kikōshi Sesshōmaru | 13 novembre 2000 | 4 dicembre 2001  |
| 5  | Sesshomaru, demone completo, fratello di Inuyasha, è alla ricerca della tomba del padre per entrare in possesso di una potente spada lasciata in eredità; Tessaiga. Non trovandone traccia si dirige dal fratello e con un crudele stratagemma cerca di strappargli l'ubicazione della tomba di loro padre. |                  |                  |
| 6  | Tessaiga, la spada demoniaca 「不気味な妖刀 鉄砕牙」 - Bukimina yōtō Tessaiga | 20 novembre 2000 | 11 dicembre 2001 |
| 6  | Jaken, il servo di Sesshomaru, usa Muonna "La donna del nulla" per creare una falsa copia della madre umana di Inuyasha e trovare l'ubicazione della tomba. Dopo averlo scoperto Inuyasha si libera e finalmente Sesshomaru scopre il segreto: la tomba di loro padre risiede nella Perla nera nascosta nell'occhio di Inuyasha. Arrivati nella tomba presente al confine del mondo Sesshomaru scopre di non potere toccare la spada, mentre Inuyasha non riesce a staccarla dall'incudine. Mentre i due fratelli si battono in uno scontro che vede vincere lo yokai Kagome riesce a estrarre Tessaiga. |                  |                  |
| 7  | Sesshomaru contro Tessaiga 「激対決！殺生丸ＶＳ鉄砕牙!!」 - Gekitaiketsu! Sesshōmaru tai Tessaiga! | 27 novembre 2000 | 18 dicembre 2001 |
| 7  | Kagome cede Tessaiga a Inuyasha, che però non vede utilità nell'uso di una spada arrugginita. Sesshomaru si trasforma in un enorme cane bianco e Inuyasha tentando di proteggere Kagome riesce a trasformare Tessaiga tagliando una zampa di Sesshomaru, che allora batte in ritirata. |                  |                  |
| 8  | Il principe demone, il rospo Tsukumo 「殿様妖怪 九十九の蝦蟇」 - Tono yōkai Tsukumo no gama | 4 dicembre 2000  | 25 dicembre 2001 |
| 8  | La ragazza e il mezzo-demone incontrano un ragazzo di nome Nobunaga e vengono condotti in un castello per aiutare la principessa di cui Nobunaga è innamorato. Tuttavia il principe del forte è stato posseduto dal Rospo Tsukumo con l'ausilio di un frammento della sfera. |                  |                  |
| 9  | L'arrivo di Shippo! I fratelli Raiju: Hiten e Manten! 「七宝登場！雷獣兄弟 飛天満天!!」 - Shippō tōjō! Raijū Kyōdai Manten Hiten | 11 dicembre 2000 | 1º gennaio 2002  |
| 9  | Shippo, un cucciolo di demone volpe (yokai kitsune) tenta di rubare i frammenti per vendicare la morte del padre fallendo miseramente. Ad avere ucciso il padre del piccolo Shippo sono stati i fratelli Raiju; Hiten e Manten, le bestie del fulmine, possessori di ben cinque frammenti. Kagome viene rapita da Manten, allora Inuyasha e Shippo raggiungono i due demoni per salvarla. |                  |                  |
| 10 | Scontro violento! Raigekijin contro Tessaiga! 「妖刀激突！雷撃刃ＶＳ鉄砕牙!!」 - Yōtō gekitotsu! Raigekijin tai Tessaiga | 18 dicembre 2000 | 8 gennaio 2002   |
| 10 | Inuyasha inizia a lottare con Hiten che gli tiene testa, mentre Shippo e Kagome devono vedersela con Manten. Inuyasha, vedendoli in seria difficoltà, corre loro in aiuto lanciando Tessaiga uccidendo Manten. Hiten, infuriato per la morte del fratello, utilizza tutti e cinque i frammenti scagliandosi su Inuyasha che, privato momentaneamente della spada, deve ricorrere alla protezione del fodero. |                  |                  |
| 11 | Pericolo nel presente! La maschera della maledizione 「現代によみがえる呪いの能面」 - Gendai ni yomigaeru noroi no nōmen | 15 gennaio 2001  | 15 gennaio 2002  |
| 11 | Kagome, nonostante le lamentele di Inuyasha, torna nel presente per studiare. A scuola, dopo avere scoperto che tutti la credono malata, incontra un alunno di un'altra classe chiamato Hojo che le fa la corte. Intanto una maschera carnivora presente nel tempio Higurashi imprigionata dagli antenati del nonno di Kagome si risveglia, e dopo avere scatenato un incendio al tempio che manda all'ospedale il vecchio, inizia a seminare panico nel presente usando un frammento della sfera. Dopo avere trucidato alcune persone rubando il loro corpo, che però marcisce in quanto umano, si dirige di nuovo a casa Higurashi, dove fa irruzione con un camion dei pompieri per prendersi i frammenti di Kagome. La ragazza fugge e manda Sota a chiamare Inuyasha. Sota, pur non riuscendo ad attraversare il pozzo, riesce ad attirare il mezzo-demone con il sangue di Kagome. La ragazza porta il demone su un'impalcatura; quando sta per essere colpita giunge Inuyasha che dopo un breve scontro riesce a sconfiggerlo, ma non prima di avere ricevuto le scuse da Kagome. Quest'ultima vede Inuyasha sotto una nuova luce. |                  |                  |
| 12 | Tatarimokke e il piccolo spettro maligno 「タタリモッケと小さな悪霊」 - Tatarimokke to chiisaina akuryō | 22 gennaio 2001  | 22 gennaio 2002  |
| 12 | Sota, il fratellino di Kagome, va a trovare un suo coetaneo in ospedale, Satoru, rimasto ferito in un incendio. Kagome si rende conto che uno spettro maligno gira attorno e tenta di colpire tutti coloro che vanno a trovare il ragazzino ferito. Lo spettro è Mayu, la sorella di Satoru morta nell'incendio da lei stessa provocato accidentalmente. |                  |                  |
| 13 | L'enigma della luna nuova. Inuyasha dai capelli neri 「新月の謎 黒髪の犬夜叉」 - Shingetsu no nazo! Kurogami no Inuyasha | 29 gennaio 2001  | 29 gennaio 2002  |
| 13 | Durante la ricerca il gruppo, a cui si è aggiunto anche Shippo, vengono ospitati da una ragazza che odia i demoni perché ha perso i genitori per colpa dei Kumogashira (demoni ragno). Quando i demoni ragno attaccano la casa per il gruppo si fa difficile poiché si scopre che Inuyasha è diventato un normale essere umano; egli perde la forza demoniaca a ogni notte di novilunio. |                  |                  |
| 14 | Il furto delle ceneri di Kikyo 「盗まれた桔梗の霊骨」 - Nusumareta Kikyō no reikotsu | 5 febbraio 2001  | 5 febbraio 2002  |
| 14 | La strega Urasue irrompe nel villaggio di Kaede e ruba le ceneri di Kikyo con lo scopo di riportarla in vita con un corpo artificiale fatto di ossa e terra, e di utilizzare il suo potere di percezione dei frammenti per ottenere il gioiello, tuttavia l'anima di Kikyo oramai si è reincarnata in Kagome. |                  |                  |
| 15 | La sacerdotessa sventurata. Il ritorno di Kikyo 「悲運の巫女 桔梗復活」 - Hiun no miko Kikyō fukkatsu | 12 febbraio 2001 | 12 febbraio 2002 |
| 15 | Urasue rapisce Kagome per trasferire la sua anima nel corpo artificiale da lei creato. Kikyo tornata in vita, uccide Urasue supportata da un profondo rancore nei confronti di Inuyasha (i due avevano una relazione), secondo lei responsabile della sua morte. Inuyasha però dice di non essere stato lui e di essere invece stato attaccato dalla sacerdotessa. Il corpo di Kagome richiama la sua anima; Kikyo allora fugge rimanendo in vita solo grazie a quella parte di anima pervasa dal rancore. Inuyasha capisce che cinquanta anni prima qualcuno tese loro una trappola per farli uccidere a vicenda. |                  |                  |
| 16 | Il vortice sulla mano destra. Miroku, il monaco deviato 「右手に風穴 不良法師 弥勒」 - Migi te ni kazaana furyō hōshi Miroku | 19 febbraio 2001 | 19 febbraio 2002 |
| 16 | Miroku, un lussurioso monaco buddhista, sta cercando di radunare i frammenti della sfera, e si imbatte nel gruppo di Inuyasha, sottraendo a Kagome il pezzo di sfera. Miroku si rivela così abile da fronteggiare con il suo scettro sacro (shakujo) la Tessaiga di Inuyasha, oltretutto il monaco dispone di un'arma segreta: il foro del vento (Kazaana). Miroku, rivelandosi buono, spiega che sta cercando i frammenti per scovare un demone, di nome Naraku, che cinquanta anni prima inflisse una maledizione genetica a suo nonno, proprio il foro del vento. Inuyasha capisce che esso è lo stesso responsabile della morte di Kikyo. |                  |                  |
| 17 | L'inchiostro insanguinato del pittore infernale 「地獄絵師の汚れた墨」 - Jigoku eshi no kegareta sumi | 26 febbraio 2001 | 26 febbraio 2002 |
| 17 | Il pittore Kotatsu utilizza il potere di un frammento per animare gli oni dei suoi ritratti per raggiungere le sue ambizioni. Egli infatti vorrebbe creare un esercito di orchi in modo da conquistare il potere e avere la principessa di un castello tutta per sé. Il gruppo di Inuyasha assieme a Miroku (dopo una separazione temporanea) combattono il pittore infernale. Miroku risucchia tutti gli Oni con il suo Vortice del vento, in quanto Inuyasha rimane nauseato dal fetore di inchiostro. Il mezzo-demone alla fine distrugge il contenitore dell'inchiostro dove era presente il frammento, ma il pittore preferisce auto-infliggersi una ferita per rianimare gli oni con il suo sangue, ma ne viene disintegrato. Il monaco, già possessore di tre frammenti, decide di unirsi al gruppo. |                  |                  |
| 18 | L'alleanza di Sesshomaru e Naraku 「手を組んだ奈落と殺生丸」 - Te o kunda Naraku to Sesshōmaru | 5 marzo 2001     | 5 marzo 2002     |
| 18 | Sesshomaru è ancora furioso per non essere riuscito a ottenere Tessaiga e per avere perso un braccio nel combattimento con il fratello. A un certo punto Naraku, ricoperto da una pelle di babbuino, consegna al demone cane un braccio umano potenziato da un frammento, in modo che Sesshomaru possa impugnare Tessaiga. Sesshomaru riaffronta Inuyasha e facilmente gli fa cadere la spada e sotto lo stupore di tutti la impugna e sferra un attacco in grado di distruggere cento demoni in un colpo solo (potere che Inuyasha non è in grado di utilizzare). Miroku interviene con il foro del vento, ma Naraku aveva pensato anche a questo consegnando a Sesshomaru un nido di Saimyosho, infernali insetti velenosi che avvelenano il monaco costringendolo a chiudere il foro. |                  |                  |
| 19 | Addio a Kagome! Il ritorno al presente 「帰れ、かごめ！ お前の時代に」 - Kaere, Kagome! Omae no jidai ni | 12 marzo 2001    | 12 marzo 2002    |
| 19 | Kagome tenta di aiutare Inuyasha e la sua vita viene messa in pericolo. Con un grande sforzo il mezzo-demone riesce a strappare il braccio umano al fratello riprendendosi la spada. Nel frattempo Sesshomaru si trova costretto ad abbandonare il frammento grazie a uno stratagemma di Naraku per assicurarsi di riavere la scheggia. Sesshomaru non gradisce la cosa e tenta di ucciderlo, ma Naraku fugge. Miroku viene curato con le medicine del presente, mentre Inuyasha manda via Kagome, sottraendole il pezzo di sfera, perché l'era feudale è troppo pericolosa per lei. |                  |                  |
| 20 | Il brigante derelitto, il mistero di Onigumo 「あさましき野盗 鬼蜘蛛の謎」 - Asamashiki yatō, Onigumo no nazo | 19 marzo 2001    | 19 marzo 2002    |
| 20 | Kagome non riesce più a tornare nell'era Sengoku poiché, a differenza di Inuyasha, lei dalla sua parte può attraversare il pozzo solo se possiede un frammento del gioiello. Intanto Kaede racconta la storia di un uomo di cinquant'anni fa chiamato Onigumo. Naraku soggioga il guardiano dei boschi Royakan con due frammenti della sfera per attaccare il gruppo di Inuyasha. |                  |                  |
| 21 | L'incombente verità su Naraku, l'anima di Kikyo 「奈落の真実に迫る桔梗の魂 前編」 - Naraku no shinjitsu ni semaru Kikyō no tamashii zenpen | 9 aprile 2001    | 26 marzo 2002    |
| 21 | Kagome riesce a tornare nel presente grazie a Shippo che si era avvicinato alla superficie del pozzo con il pezzo della sfera. Inuyasha e gli altri riescono a sconfiggere Royakan e a liberarlo dalla soggiogazione. Kagome individua Naraku, possessore di più di venti frammenti. Tutti i segreti vengono scoperti; Naraku è stato generato da Onigumo dopo che esso ha offerto la sua anima in pasto ad alcuni demoni e ha innescato l'odio reciproco tra Kikyo e Inuyasha per sporcare la sfera di rancore e malvagità. Inuyasha infuriato affronta il demone, il quale mostra finalmente il suo volto e inonda il terreno di miasma velenoso (shouki); il mezzo-demone ricorre a Tessaiga annullando il veleno e scorgendogli una cicatrice a forma di ragno sulla schiena. |                  |                  |
| 22 | Il sorriso malvagio, Kikyo tra la vita e la morte 「奈落の真実に迫る桔梗の魂 後編」 - Naraku no shinjitsu ni semaru Kikyō no tamashii kōhen | 9 aprile 2001    | 2 aprile 2002    |
| 22 | Kikyo, ancora in vita, vive tranquillamente in un villaggio giocando con alcune bambine. Un bonzo di nome Seikai capisce che ha a che fare con una non-morta e tenta di annientarla per il bene degli abitanti; la sacerdotessa però si rivela più forte e uccide il bonzo. |                  |                  |
| 23 | La voce di Kagome e il bacio di Kikyo 「かごめの声と桔梗の口づけ」 - Kagome no koe to Kikyō no kuchizuke | 16 aprile 2001   | 9 aprile 2002    |
| 23 | Il gruppo scopre che Kikyo è ancora in vita e riesce a sopravvivere soltanto prelevando anime di defunti prima che essi ascendano al nirvana usando gli Shinidamachu. Inuyasha e Kikyo si incontrano e lei, dopo averlo baciato, tenta di portarlo con sé nella morte. La voce di Kagome, che era lì presente ma resa invisibile da Kikyo, riesce a svegliare il mezzo-demone. |                  |                  |
| 24 | Gli sterminatori di demoni. L'arrivo di Sango 「妖怪退治屋 珊瑚登場！」 - Yōkaitaijiya, Sango tōjō! | 23 aprile 2001   | 16 aprile 2002   |
| 24 | Il gruppo dei più valenti sterminatori del villaggio della Sfera dei Quattro Spiriti stanno cercando di radunare tutti i frammenti. Vengono allora richiamati in un forte per sconfiggere un demone ragno. In realtà si tratta di una trappola di Naraku: tutti gli sterminatori vengono uccisi da Kohaku, l'elemento più giovane del gruppo, controllato dalla ragnatela del presunto re del castello. Sango, la sorella del ragazzo, capisce tutto troppo tardi e rimane quasi uccisa assieme al fratello. |                  |                  |
| 25 | Lotta contro il complotto di Naraku 「奈落の謀略をうち破れ！」 - Naraku no bōryaku o uchi yabure! | 7 maggio 2001    | 23 aprile 2002   |
| 25 | Sango, unica sopravvissuta del gruppo, viene curata da Hitomi Kagewaki, il figlio del falso re. Naraku informa numerosi demoni dell'assenza dei più forti sterminatori, che allora sterminano il villaggio di Sango; Naraku abilmente fa cadere la colpa su Inuyasha, portando la sterminatrice e il mezzo-demone a combattersi a vicenda. Sango non sente il dolore per le ferite grazie al frammento consegnatole da Naraku e solo dopo una breve battaglia con Inuyasha scopre di essere stata manipolata dal perfido demone. |                  |                  |
| 26 | La rivelazione del segreto della sfera dei quattro spiriti 「ついに明かされた四魂の秘密」 - Tsui ni akasareta shikon no himitsu | 14 maggio 2001   | 30 aprile 2002   |
| 26 | Sango, per la gratitudine al gruppo di Inuyasha per averla salvata e per avere dato degna sepoltura ai suoi compagni, decide di raccontare loro tutta la verità sulla Sfera dei Quattro Spiriti portandoli alla caverna di Midoriko, la sacerdotessa che ha dato vita al gioiello. |                  |                  |